# Sóng spin
Sóng spin (tiếng Anh: Spin wave) là một mô hình trong từ học, được dùng để miêu tả những nhiễu loạn lan truyên trong trật tự spin của các vật liệu từ. Những kích thích tập thể này xảy ra trong các phân mạng từ với đối xứng liên tục. Chuẩn hạt của sóng spin được gọi là magnon, là hạt boson của các phân mạng spin gần như tương ứng với sự kích thích phonon trong mạng tinh thể. Khi nhiệt độ tăng, các kích thích nhiệt của sóng spin dẫn đến sự suy giảm từ độ tự phát của vật liệu sắt từ và năng lượng sóng spin chỉ vào cỡ μeV.

## Lý thuyết sóng spin
Cơ chế của sóng spin có thể hiểu thông qua việc xem xét Hamiltonian, {\displaystyle {\mathcal {H}}}, trong vật liệu sắt từ:
{\displaystyle {\mathcal {H}}=-{\frac {1}{2}}J\sum _{i,j}\mathbf {S} _{i}.\mathbf {S} _{j}-g\mu _{B}\sum _{i}\mathbf {H} .\mathbf {S} _{i}}
với J là năng lượng trao đổi, S là toán tử spin, g là tỉ số từ - cơ, μB là Bohr magneton, H là từ trường ngoài.